# Caryota monostachya
Caryota monostachya är en enhjärtbladig växtart som beskrevs av Odoardo Beccari. Caryota monostachya ingår i släktet Caryota och familjen Arecaceae. Inga underarter finns listade i Catalogue of Life.